# Coltrane „Live“ at the Village Vanguard
Coltrane “Live” at the Village Vanguard ist ein Jazz-Album von John Coltrane, aufgenommen im New Yorker Jazzclub Village Vanguard am 2. und 3. November 1961 und veröffentlicht 1962 auf Impulse! Records. Die vollständigen Mitschnitte vom 1. bis 5. November erschienen 1997 unter dem Titel The Complete 1961 Village Vanguard Recordings.
Das Album markiert einen wichtigen Wendepunkt in Coltranes Karriere und in der Entwicklung des Jazz im Allgemeinen. Live at the Village Vanguard zeichnet sich durch seine improvisatorische Freiheit, technische Virtuosität und emotionale Intensität aus. Coltrane und seiner Band gelang es hier, eine fesselnde und energetische Atmosphäre zu schaffen.

## Das Album
In seiner Zeit bei Atlantic Records, zuletzt beim im Mai 1961 aufgenommenen Album Olé bildete sich das „klassische“ John Coltrane Quartett heraus, zunächst mit Pianist McCoy Tyner, Schlagzeuger Elvin Jones und dem Bassisten Reggie Workman, der dann von Jimmy Garrison ersetzt wurde, nachdem dieser an den Sessions im Village Vanguard mitwirkte. Gleichzeitig arbeitete Coltrane mit Eric Dolphy zusammen, der Coltranes reguläres Quartett um die Klangfarben der Bassklarinette und Flöte ergänzte.
Am 24. Oktober 1961 kam die Band in New York City an, um zwei Wochen lang im Club Village Vanguard aufzutreten und neue Titel aufzunehmen. Coltrane wollte unbedingt in entspannter Club-Atmosphäre aufnehmen; „ich mag das Club-Feeling, besonders solch eine intime Atmosphäre wie die des Village Vanguard“. Dabei ging es ihm besonders um die Kommunikation mit dem Publikum. Neben John Coltrane mit seinem Quartett spielen Eric Dolphy, sowie bei einigen Auftritten ergänzend Jimmy Garrison als zweiter Bassist, Ahmed Abdul-Malik auf einem unidentifizierten Instrument (möglicherweise eine Tanpura), der Oboist Garvin Bushell, der bereits bei der Africa/Brass-Session Mitte 1961 mitgewirkt hatte, sowie Roy Haynes am Schlagzeug. John Coltrane erklärte dem Jazzkritiker Nat Hentoff die Zusammenarbeit mit Dolphy, sie hätten viel über die Möglichkeiten der Improvisation diskutiert, über die Arbeit mit Skalen und technische Fragen. Es sei für ihn sinnvoll, Dolphy in der Gruppe zu haben, dies sei stimulierend für ihn, meinte Coltrane.

## Die Musik des Albums
Der erste Titel des Albums, Spiritual, basiert auf dem tatsächlichen Spiritual Nobody Knows the Trouble I’ve Seen und enthält auch Worksong-Elemente. Coltrane übernahm die ungewöhnliche Version der Melodie wohl aus James Weldon Johnsons The Book of American Negro Spirituals, das er in seiner Bibliothek hatte. Er spielt auf dem Tenorsaxophon, begleitet von Eric Dolphy an der Bassklarinette, die mitunter kontrapunktisch eingesetzt wird. Nach McCoy Tyners Pianosolo greift Coltrane zum Sopransaxophon für eine weitere Improvisation und schafft neue Klangfarben innerhalb des Stückes. Zuvor hatten Dolphy und Tyner Raum für ihre Soli. Das Stück endet mit dem Thema durch Coltrane und Dolphy. Als Grund für die Aufnahme des Stücks nannte Coltrane im Gespräch mit Nat Hentoff für die Original-Liner notes das swingende Spiel von Elvin Jones, anfangs mit den Besen, erst während Coltranes Solo mit den Sticks.
Der einzige Jazzstandard, Softly, as in a Morning Sunrise, beginnt in Mainstream-Manier durch die Rhythmusgruppe; Coltranes Solo auf dem Sopransaxophon vertreibt die heitere Stimmung.
Die Coltrane-Biographen Filtgen und Außerbauer bezeichneten den letzten Titel des Albums, das 16-minütige Chasin’ the Trane, das die gesamte B-Seite des Albums einnahm, als dessen absolute Steigerung; Coltrane blase „sich im wahrsten Sinne des Wortes die Seele aus dem Leib“. Chasin’ the Trane sei ein spontan entstandenes Stück gewesen;
Basierend auf dem Bluesschema spielt Coltrane lange Soli – diesmal ohne Klavierbegleitung – und verwendet Melodieketten, die in ihrer Dichte eine konzentrierte und kontemplative Stimmung erzeugen. Getragen und vorangetrieben wird das Ganze von Elvin Jones, der auch zusammen mit Reggie Workman für eine Akzentuierung in der Musik sorgt.

## Editionsgeschichte
Zur Zeit des Vertragsbeginns mit Impulse! Records war noch Creed Taylor der Produzent; zur Zeit der Village Vanguard-Aufnahmen übernahm aber Bob Thiele diese Aufgabe bei dem jungen Jazzlabel. Es war vorgesehen, einen Abend der Konzertreihe festzuhalten; als aber Thiele die Musik hörte, entschied er sich, vier der fünf letzten Abende aufzuzeichnen; es entstanden 22 verschiedene Takes, obwohl es nur neun verschiedene Titel waren, und von einigen waren dann vier Versionen entstanden. Coltrane und Thiele verbrachten dann einige Zeit in Rudy Van Gelders Studio und wählten für das Album Coltrane Live at the Village Vanguard (Impulse AS-20) drei Titel aus, Spiritual vom 3. November, Softly As in a Morning Sunrise und Chasin’ the Trane vom 2. November. Über ein Jahr später wählte Coltrane weitere Titel für ein Album aus, kombiniert mit Studioaufnahmen von 1962/63, für das Album Impressions (Impulse AS-42). Darauf erschienen dann die Titel India und Impressions vom 3. November. Im Jahr 1977 erschienen dann weitere Mitschnitte der Konzerte auf dem Doppelalbum The Other Village Vanguard Tapes sowie Tranes Modes (Impulse 9361-2).
Zunächst waren die Village Vanguard-Aufnahmen mit unklaren und unvollständigen Besetzungsangaben veröffentlicht worden; der Produzent
Michael Cuscuna hörte für die Wiederveröffentlichung 1997 zusammen mit Reggie Workman sämtliche Bänder erneut ab, um Besetzung und Titel entsprechend zuzuordnen. Alle Titel der Auftritte wurden dann in der Edition The Complete 1961 Village Vanguard Recordings 1997 veröffentlicht. 1998 erschienen die Titel der Original-LP gekoppelt mit den beiden weiteren Mitschnitten, die Coltrane selbst zur Veröffentlichung ausgewählt hatte, auf der CD Live in the Village Vanguard – The Master Takes.

## The Complete 1961 Village Vanguard Recordings
David A. Wild notierte in den Liner Notes zur Edition der gesamten Konzertmitschnitte aus dem Village Vanguard 1961, dass Bob Thiele wohl bei seiner ersten Auswahl den Fokus auf Coltrane lenken wollte; dabei kam der wichtige Beitrag Eric Dolphys an den Konzerten zunächst zu kurz, was die Gesamtausgabe entscheidend korrigiert. Sein Bassklarinettenspiel ist nun in Titeln wie Spiritual und Naima zu hören. Sein Flötenspiel in der Coltrane-Band ist jedoch bei diesen Aufnahmen nicht dokumentiert.
Ein weiterer wichtiger Mitspieler war erstmals Bassist Jimmy Garrison, vor allem in dem am 2. November aufgenommenen Chasin’ the Trane. Nachdem Workman noch bei der Tournee der Coltrane-Band mitwirkte, die sich an die Auftritte im Village Vanguard anschloss, wurde dann Garrison regulärer Bassist bei Coltrane, als Workman die Band im Dezember verließ. Für die Versionen seiner Komposition India, die nicht auf der ursprünglichen LP enthalten sind, erweiterte Coltrane die Band noch um zwei im Jazz unübliche Stimmen: die Oboe (und das Kontrafagott in Spiritual), gespielt von Garvin Bushell und eine Tanpura, die Ahmed Abdul-Malik spielte und die dem Stück einen orientalischen Flair gab. Enthalten ist nun die Ballade Naima unter richtigem Titel; Coltrane hatte sie aus Vertragsgründen verändert gespielt, indem er die Melodie umkehrte.
Die „regulären“ Bandmitglieder waren an den vier Abenden John Coltrane mit Eric Dolphy, McCoy Tyner, Reggie Workman und Elvin Jones. Schon bei dem ersten aufgenommenen Titel India am 1. November kam Ahmed Abdul-Malik hinzu, bei Impressions spielte als Bassist Jimmy Garrison für Workman. Bei Brasilia setzte Pianist Tyner aus. Am Abend des 2. November spielte Roy Haynes für Jones am Schlagzeug in Chasin’ the Trane; Tyner setzt nach kurzem Spiel aus. Für die folgenden Stücke India und Spiritual kommt Oboist/Fagottist Garvin Bushell hinzu. Nach Softly As In A Morning Sunrise mit der „regulären“ Band kam Garrison in Chasin’ the Trane für Workman, das in Trio-Besetzung gespielt wurde. Garrison spielte auch in Impressions mit, hier wieder mit McCoy Tyner.
Auch die Impressions-Version vom 3. November ist mit Garrison aufgenommen; mit den beiden Bassisten Garrison und Workman spielte die Coltrane-Band an diesem Abend India und Miles’ Mode ein. Bei dem Sonntags-Konzert am 5. November wurde erneut India in erweiterter Besetzung mit zwei Bassisten, Malik und Bushell aufgenommen; es folgte Spiritual, zusätzlich mit Bushell auf dem Kontrafagott.
In der Frage, warum es keine Mitschnitte des Samstag-Konzertes (4. November) gegeben hatte, vertritt David A. Wild die Meinung, dass Produzent Bob Thiele wohl genug Material für eine Veröffentlichung zusammengetragen hatte und die lauten Aufnahmebedingungen eines Samstagabends vermeiden wollte. So kam es lediglich zu den zwei ergänzenden Mitschnitten am Sonntag, den 5. November von India und Spiritual.

## Ausgaben vonVillage Vanguardin chronologischer Übersicht
- 1962 – Coltrane “Live” at the Village Vanguard (Impulse AS-10)
- 1963 – Impressions (Impulse AS 42)
- 1977 – The Other Village Vanguard Tapes (2 LPs, AS 9325)
- 1979 – Trane’s Modes (Impulse IZ 9361)
- 1985 – From the Original Master Tapes (CD, MCA MCAD 5541)
- 1997 – The Complete 1961 Village Vanguard Recordings (IMPS 232 NS 02)

## Bewertung des Albums

### Der Village Vanguard-Auftritt in der zeitgenössischen Jazzkritik
David Wild gibt in seinem Essay zur vollständigen Ausgabe der Konzertmitschnitte 1997 die Stimmen zeitgenössischer Jazzkritiker wieder. So schrieb der schwedische Radioreporter Claes Dahlgren, der als einer der wenigen Kritiker die Konzerte miterlebte, später in der schwedischen Musik-Zeitschrift Orkester Journalen. Sein negatives Urteil enthielt Bemerkungen über Coltranes Spiel („klingt wie Polka“); er wunderte sich über die Auftritte, „als seien sie eine Art Spaß“. Eine weitere kritische Stimme kam damals von dem Kritiker John Tynan, der schrieb „Los, nennt mich einen Reaktionär, ich wurde zum Objekt eines musikalischen Nonsenses, der im Namen des Jazz durch Coltrane und seines Ministranten Dolphy stattfand.“ Der Artikel erschien in der Down-Beat-Ausgabe vom 21. November 1961, während Coltrane mit seiner Band in Europa weilte, und hatte eine kontroverse Diskussion zur Folge und führte schließlich zu dem Artikel John Coltrane und Eric Dolphy Answers the Jazz Critics im Down Beat am 12. April 1962. In der Folge der Diskussionen hatte Dolphy im März die Band verlassen; das nächste Studioalbum für das Impulse!-Label, Coltrane (1962), fiel entsprechend konservativer aus.

### Heutige Bewertung der Aufnahmen
Richard Cook und Brian Morton, die in ihrem The Penguin Guide to Jazz sowohl die Gesamtedition The Complete 1961 Village Vanguard Recordings als auch die neu herausgegebene Einzel-CD Live in the Village Vanguard – The Master Takes mit der Höchstnote bewerteten, heben insbesondere den Titel Chasin’ the Trane hervor. Er sei damals ein „physischer Schock“ gewesen; „so etwas habe es im damaligen Jazz bislang nicht gegeben“. Coltranes Solo in Impressions gehöre zu seinen wichtigsten im Laufe seiner gesamten Karriere. Damit gehörte Coltrane zu dieser Zeit zu dem führenden Exponenten der modalen „Schule“ der Improvisation. Chasin’ the Trane brach mit allen Konventionen auch hinsichtlich der Länge, die das Publikum zu Beginn der 1960er Jahre erwarten konnte. Auch Brian Priestley hebt im Rough Guide Jazz die Interpretationen von Chasin’ the Trane und Impressions hervor. Das Magazin Rolling Stone wählte das Album 2013 in seiner Liste Die 100 besten Jazz-Alben auf Platz 60.

## Die Titel

### Original LPColtrane “Live” at the Village Vanguard
Original LP Coltrane “Live” at the Village Vanguard, 1962 (Impulse AS-10)
1. Spiritual – 13:47

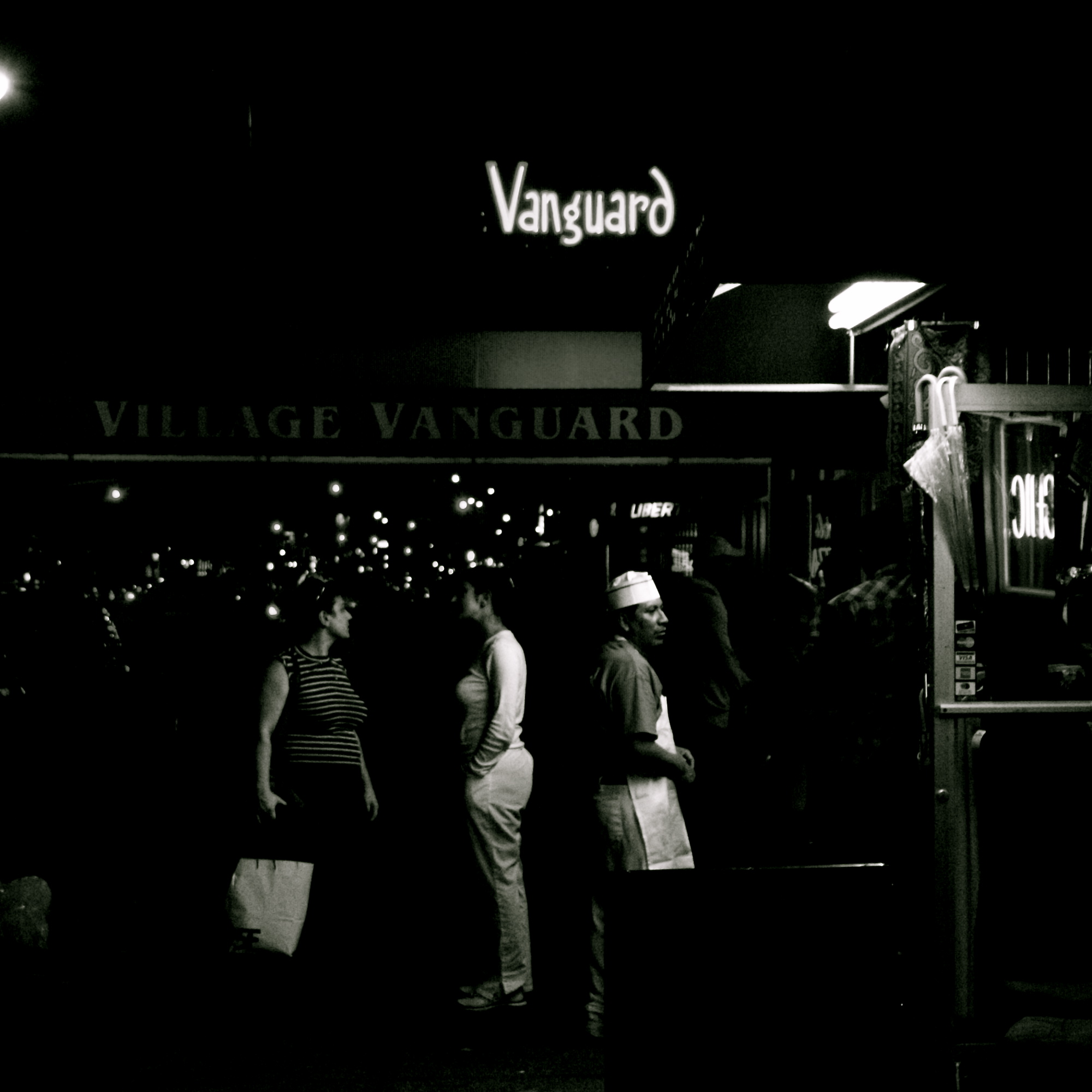
The Village Vanguard

2. Softly, as in a Morning Sunrise (Sigmund Romberg, Oscar Hammerstein II) – 6:36
3. Chasin’ the Trane – 16:08

### CDLive at the Village Vanguard – The Master Takes
CD Neuausgabe Live in the Village Vanguard – The Mater Takes, 1998 (Impulse 051 251-2)
1. Spiritual – 13:47
2. Softly, as in a Morning Sunrise – 6:36
3. Chasin’ the Trane – 16:08
4. India – 13:52
5. Impressions – 14:40

### The Complete 1961 Village Vanguard Recordings
4-CD-Edition aller Aufnahmen der Village Vanguard Konzerte von 1961 (Impulse IMPD 4-232)
1. India [#] – 10:20 (1. November 1961)
2. Chasin' the Trane – 9:41 (1. November 1961)
3. Impressions – 8:42 (1. November 1961)
4. Spiritual – 12:29 (1. November 1961)
5. Miles’ Mode – 9:53 (1. November 1961)
6. Naima – 7:33 (1. November 1961)
7. Brazilia – 18:35 (1. November 1961)
8. Chasin' Another Trane – 15:26 (2. November 1961)
9. India – 13:14 (2. November 1961)
10. Spiritual – 13:31 (2. November 1961)
11. Softly, As in a Morning Sunrise – 6:25 (2. November 1961)
12. Chasin’ the Trane – 15:55 (2. November 1961)
13. Greensleeves – 6:08 (2. November 1961)
14. Impressions – 10:49 (2. November 1961)
15. Spiritual – 13:31 (3. November 1961)
16. Naima [#] – 7:02 (3. November 1961)
17. Impressions – 14:45 (3. November 1961)
18. India – 13:55 (3. November 1961)
19. Greensleeves – 4:51 (3. November 1961)
20. Miles’ Mode [#] – 15:12 (3. November 1961)
21. India – 15:06 (5. November 1961)
22. Spiritual – 20:29 (5. November 1961)